# Малтепе (вилает Одрин)
Малтепе (на турски: Maltepe) е село в Източна Тракия, Турция, Вилает Одрин. Околия Кешан.

## География
Селото се намира на 15 км северно от Кешан.

## История
В XIX век Малтепе е гръцко село във Узункьоприйска кааза в Одринския вилает на Османската империя. Според „Етнография на вилаетите Адрианопол, Монастир и Салоника“, издадена в Константинопол в 1878 година и отразяваща статистиката на населението от 1873 година, Мал-тепе (Mal-tepe) има 80 домакинства и 317 жители гърци.
Според статистиката на професор Любомир Милетич в 1913 година в Малтепе живеят 100 гръцки семейства.